# Слуги дьявола
«Слуги дьявола» (латыш. Vella kalpi) — советский музыкальный историко-приключенческий фильм по мотивам романов Рутку Тева, снятый на Рижской киностудии в 1970 году.
8-е место в кинопрокате СССР 1972 года — 33,6 млн зрителей.

## Сюжет
Латвия, XVII век, времена польско-шведской войны. Трое отважных горожан защищают Ригу, осаждённую шведской армией под командованием генерала Свенсона, и вступают в конфликт с «отцами города», которые втайне собираются сдать его неприятелю.

## В ролях
- Харальд Ритенбергс — Андрис (озвуч. Александр Липов)
- Артур Экис — Петерис (озвуч. Владимир Костин)
- Эдуард Павулс — Эрманис (озвуч. Владимир Карпенко)
- Лолита Цаука — Рута (озвуч. Галина Чигинская)
- Олга Дреге — Анна (озвуч. Жанна Сухопольская)
- Байба Индриксоне — Лене (озвуч. Любовь Тищенко)
- Карлис Себрис — Самсон (озвуч. Игорь Ефимов)
- Эльза Радзиня — Гертруда (озвуч. Валентина Пугачёва)
- Зигрида Стунгуре — Элизабет (озвуч. Лилия Архипова)
- Эвалдс Валтерс — Экс
- Ингрида Андриня — Цецилия
- Янис Грантиньш — Ребусс
- Янис Осис — Мантейфель
- Валентинс Скулме — генерал Свенсон
- Волдемар Акуратерс — Розенкранц
- Эдгар Зиле — Салдерн
- Эгонс Бесерис — капитан Хорн
- Харий Авенс — палач

## Съёмочная группа
- Сценарий Яниса Анерауда и Александра Лейманиса
- Режиссёр-постановщик — Александр Лейманис
- Главный оператор — Мартиньш Клейн
- Главный художник — Лаймдонис Грасманис
- Композитор — Раймонд Паулс
- Звукооператор — Глеб Коротеев
- Директора картины: В. Саулитис, Г. Сопс